# Le Coq Sportif

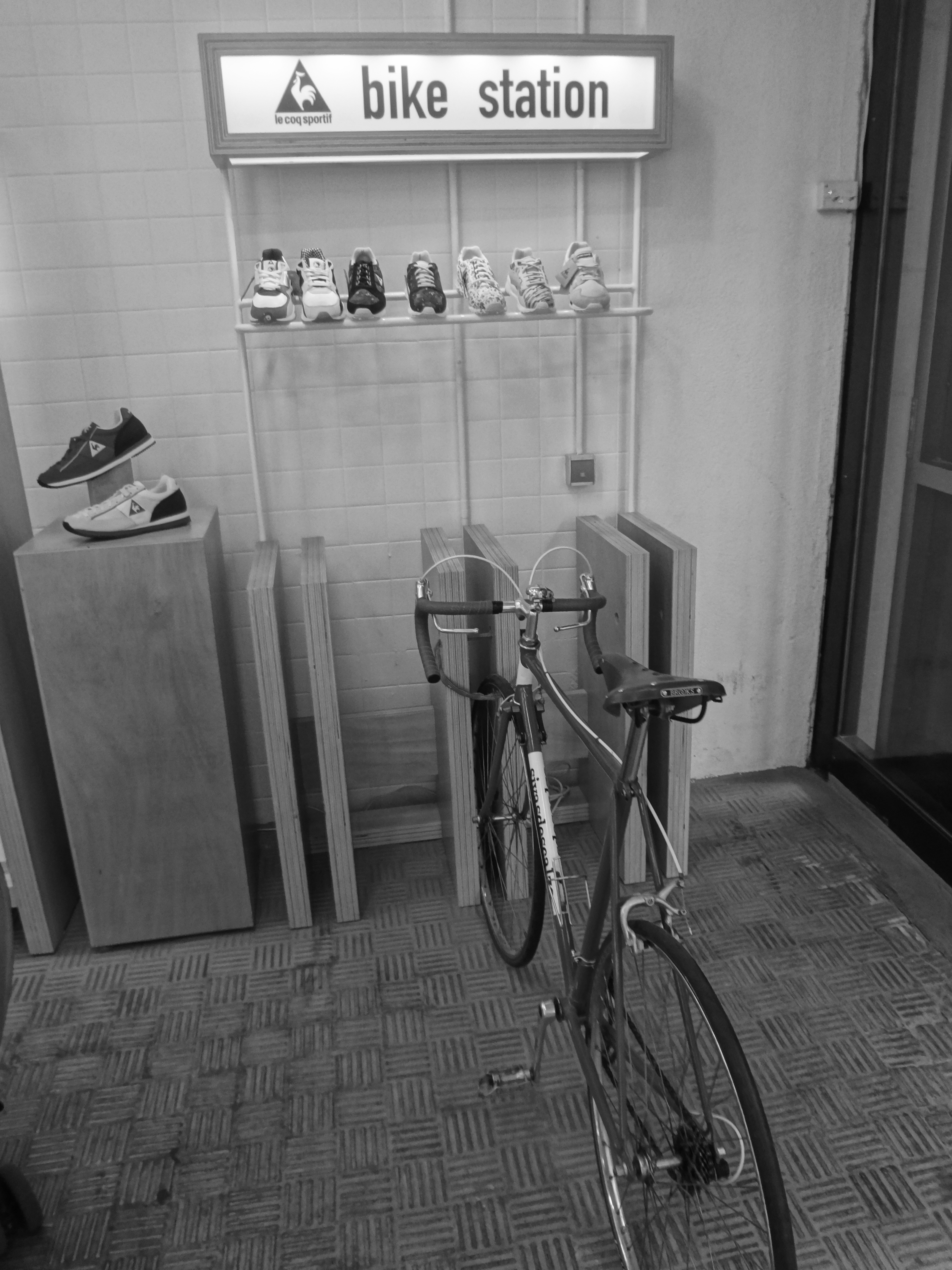
Le Coq Sportif Madrid

A Le Coq Sportif é uma empresa francesa de vestuário esportivo fundada em 1882 por Émile Camuset. A empresa começou produzindo e comercializando materiais esportivos para a prática de ginástica, futebol e ciclismo e com o passar do tempo, incluiu a produção para modalidades como o basquete, tênis, futebol, rugby, rally, etc., além de patrocinar atletas.
Com o slogan "la marque des champions" (a marca dos campeões) e o logotipo retangular, a empresa foi devidamente registrada em 1948. Dois anos depois, o logotipo foi modificado, incluindo o galo dentro de um triângulo.

## História
Durante a década de 1980 forneceu materiais esportivos para seleções como França e Argentina.
Na década de 1990, a marca perdeu mercado e suas vendas entraram em forte declínio, com a concorrência ganhando espaço.
Em 1998, foi adotado um novo posicionamento no mercado, lançando coleções fashion, e voltando a investir em atletas de renome internacional.
Em 2005, a marca que na década anterior era uma subsidiária da alemã Adidas, foi adquirida pelo fundo de investimento suíço Airesis. A partir deste momento a Le Coq Sportif voltou a crescer, reingressou em alguns mercados mundiais e mudou radicalmente suas coleções, lançando várias edições limitadas e linhas casuais, como a intitulada Vintage.
Atualmente mantém uma rede de lojas próprias em aproximadamente 100 países, tendo seu maior sucesso na Europa.

## Fornecimento e patrocínio

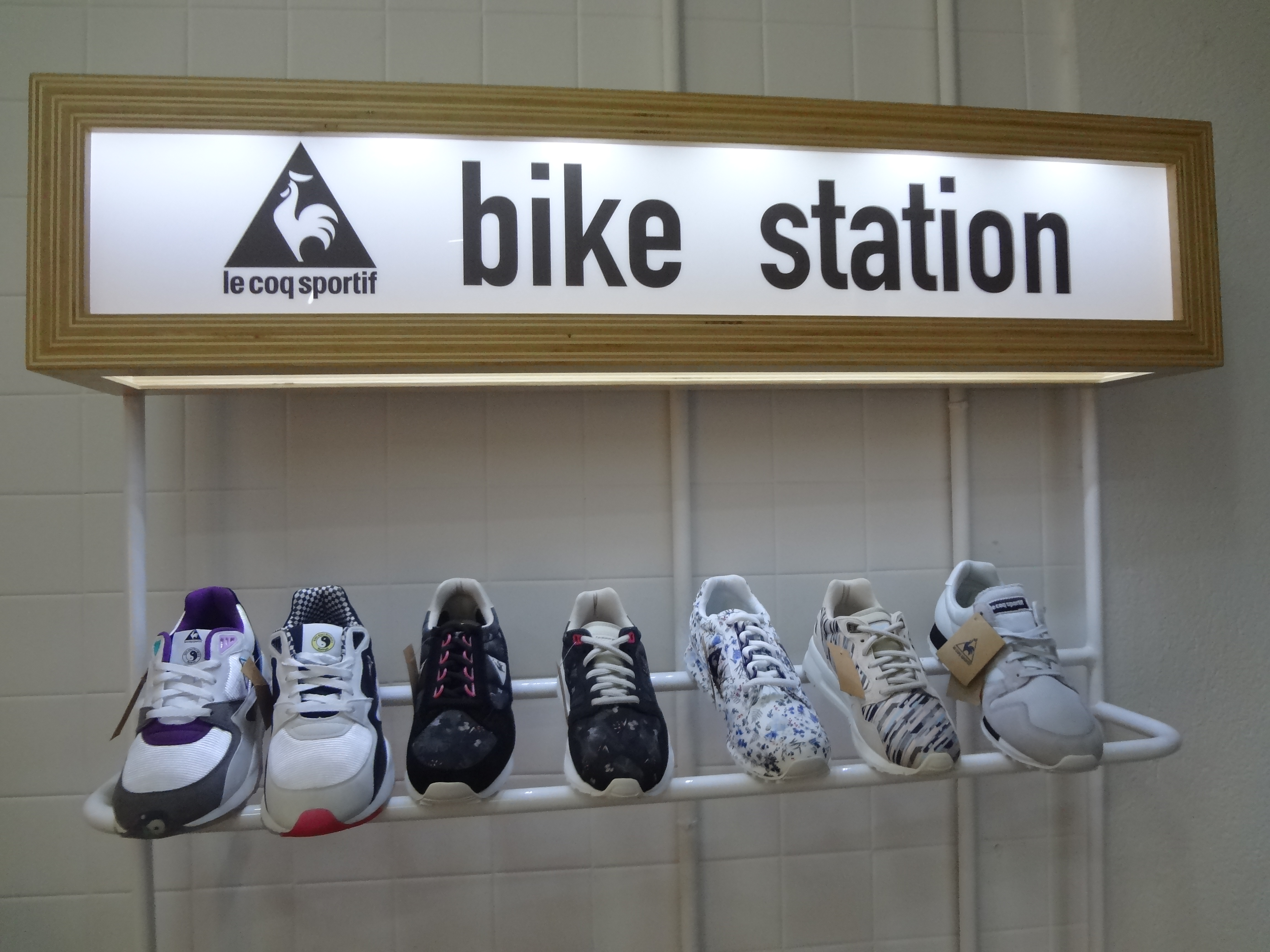
Le Coq Sportif Madrid

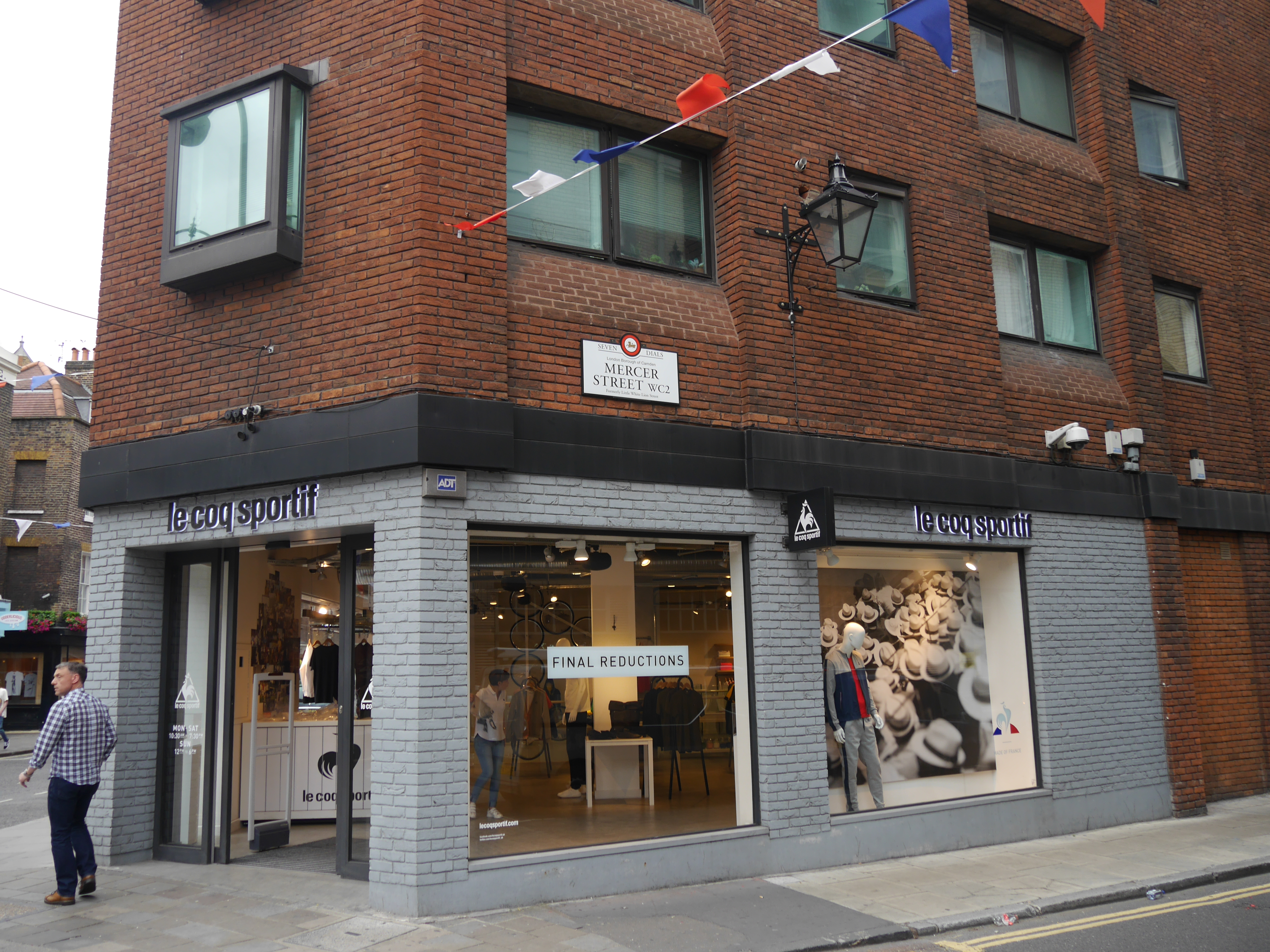
Loja da Le Coq Sportif em Londres

### Automobilismo
- Alpine F1 Team[2]

### Boxe
- Lennox Lewis

### Ciclismo
- Tour de France

### Futebol

#### Seleções
- África do Sul
- Camarões

#### Clubes
- Rosario Central
- Talleres
- América de Cali
- Avranches
- Velasca
- Lausanne-Sport

### Tênis
- Richard Gasquet[3]
- Chung Hyeon